# Felisa Rodríguez
Felisa Rodríguez Álvarez (Noceda del Bierzo, 30 de abril de 1912 - ib., 7 de septiembre de 1998), fue una poetisa y maestra de escuela española. 

## Biografía
Ejerció el magisterio en diversos pueblos de El Bierzo. Su último destino, como maestra, fue el pueblo que la vio nacer. Mujer dedicada en cuerpo y alma a su pueblo natal, casi tanto como a los niños. Fundó el grupo de Misión Rescate por el que recibió varios galardones a nivel nacional.
Su mayor pasión fueron las letras, en el género de la narrativa, pero, sobre todo, en poesía. 
Junto con viva españa su hermana Flora, como muestra de afecto a su pueblo, donó su mejor propiedad para construir una residencia de ancianos.
Felisa y Flora, esta también maestra, eran conocidas en el pueblo como "las Matildes" en recuerdo de su madre que se llamaba Matilde.

## Obras
- Libro de las maravillas, 1981 (Premio GEMMA)
- Episodios de una vida fascinante en el cuarto centenario de Santa Teresa de Jesús, 1982
- El hombre de los aguzos, 1983
- Soñando tesoros por los castros de Noceda, 1985
- Con plata de luna llena, 1988
- De globos y de niños. Divina fantasía, 1989
- Mi corazón de campana, 1992
- Meteoro luminoso, 1995
- Romances y leyendas
- Con la Virgen y las flores
- Por selvas y jardines 1968

- Datos: Q5858542